# María de Illarra
María de Illarra (apodada Mayora) (Oyarzun, Guipúzcoa, 1542) perteneció al grupo de las brujas de Fuenterrabía y fue juzgada el 6 de mayo de 1611 en el proceso contra varias mujeres acusadas de brujería. 

## Historia
Era originaria del caserío Illarra, en Oyarzun. Así consta en el texto original del proceso, documento del que también se deduce la fecha de nacimiento, pues en la sentencia dictada en 1611 se consigna que tenía 69 años.
Se mudó a Fuenterrabía cuando era joven. Se menciona también que era mendiga, y su casa era una de las más pobres del pueblo, ubicada en el lado menos frecuentado de la muralla.

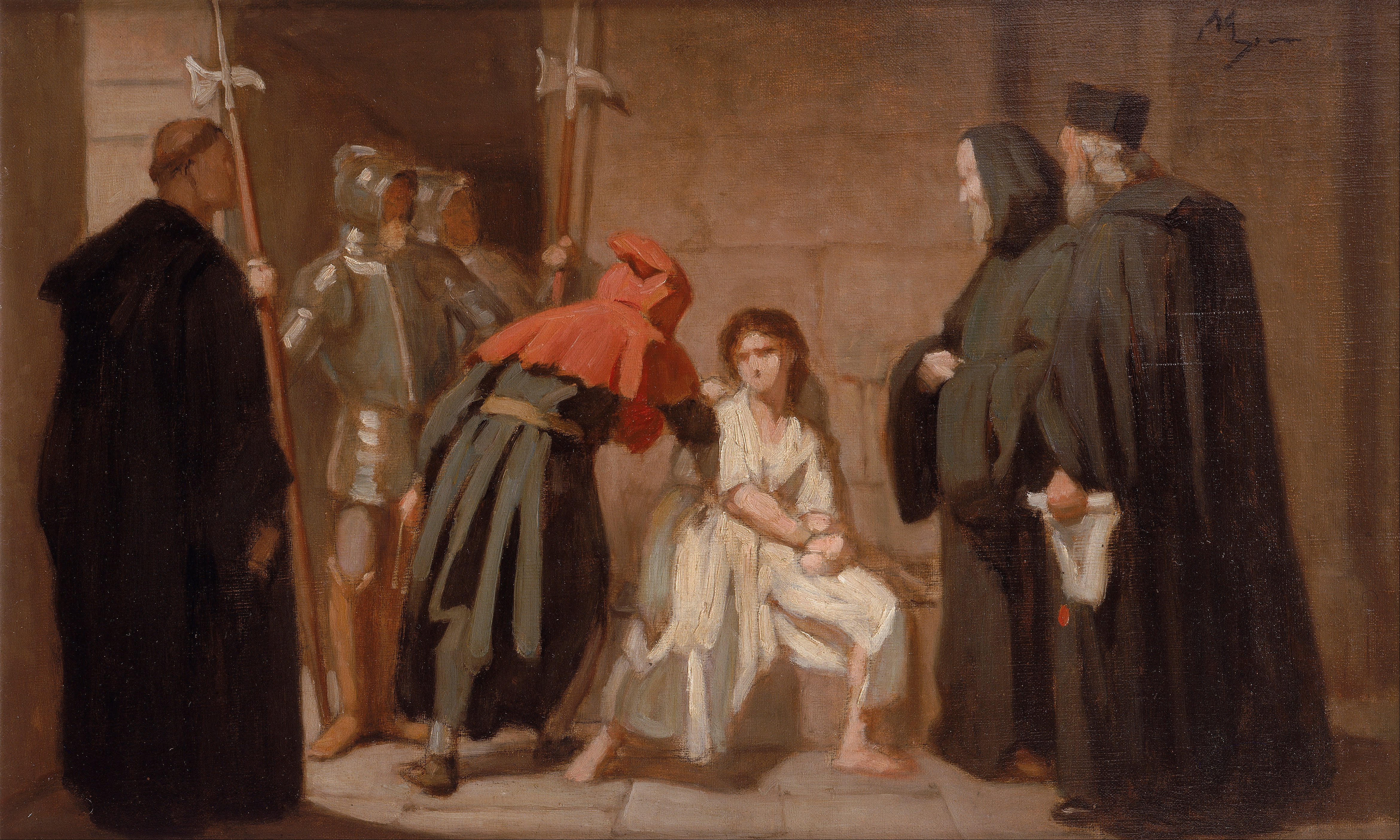
Edouard Moyse, Inquisición.

Como ocurrió con muchas mujeres de Fuenterrabía, pronto empezarían a acusarla de bruja. Al principio de forma llevadera, pero en 1609, cuando María tenía 67 años, el magistrado Pierre de Lancre arremetería con fuerza en el entorno y sería arrestada en Fuenterrabía junto a otras mujeres de la localidad acusadas de brujería. Se cree que era soltera, pues en el juicio, a diferencia de las demás acusadas, no se menciona a ningún marido, ni se dice que es viuda; por tanto, se puede suponer que era una mujer soltera.

### La caza de brujas de Lapurdi y Pierre de Lancre
Pierre de Lancre, magistrado de Burdeos y dominado por un fanatismo extremo, describió el satanismo como un fenómeno inherente a la cultura vasca.
Se hizo famoso en Labort en 1609 gracias a la caza de brujas que llevó a cabo en dicha localidad. Se le atribuye la orden de la quema de 80 supuestas brujas, basando las acusaciones en las declaraciones hechas por niños, ancianos o adultos bajo tortura y recurriendo a traductores, ya que no entendía el euskera. Según afirma Caro Baroja, "a veces transcribe mal los nombres" y "parece que no ha entendido el significado de algunas palabras vascas en una declaración amplia". De esta manera, De Lancre concluyó que había más de tres mil personas que llevaban la marca de la brujería en Lapurdi. Era la época de Luis XIII de Navarra, y provocó uno de los mayores escándalos jamás cometidos en el País Vasco. La llegada de Lancre y sus subordinados a Lapurdi provocó un terrible pánico y muchas familias huyeron a Navarra y a otras localidades cercanas, como es el caso de Fuenterrabía.

### Año 1611. El juicio de las brujas de Fuenterrabía
Dirigido por las autoridades municipales de Fuenterrabía, el 6 de mayo de 1611 se llevó a cabo un proceso contra las supuestas brujas María Illarra, María Etxegaray, María Garro e Inesa Gaxen, que se prolongó entre mayo y octubre de dicho año.
Este proceso de brujería fue transcrito y conservado y por eso se conocen los nombres de la acusadas, que pasaron a conocerse como las "Brujas de Fuenterrabía".
Todas ellas eran vecinas de Fuenterrabía, localidad a la que llegaron muchas mujeres que escaparon de la represión llevada a cabo por el inquisidor Pierre Lancre en Lapurdi. Entre las citadas destaca Inessa de Gaxen, nacida en 1566 en la localidad de Bastida de Baxenabar . Acusada de brujería, se refugió en Fuenterrabía y se casó con Pedro Sanz.
Las personas acusadoras eran niñas de entre 8 y 13 años, como Jacoba Estakona (11 años), María Josefa Elizalde (8 años), María Alzueta e Isabel García (13 años) y se las juzgó por las acusaciones de otros testigos de edad similar, diciendo que las acusadas las habían embrujado y que iban también a los aquelarres.
Fueron interrogadas, amenazadas y torturadas para que confesaran que eran brujas. Inessa de Gaxen fue la única que no aceptó su condición de bruja. Sin embargo, los jueces de Fuenterrabía dejaron el caso en manos del Juzgado del Santo Oficio de Logroño el 13 de junio de 1611, y todas fueron absueltas. Pero las autoridades de Fuenterrabía no quedaron satisfechas con la decisión y junto con otras dos mujeres fueron desterradas a Hendaya en octubre de 1611. Ahí es donde se perdió su rastro.

### Las acusaciones y el juicio contra María Illarra
Como las demás mujeres del grupo de las brujas de Fuenterrabía, fue acusada de brujería cuando tenía 69 años y fue detenida en su casa, ubicada en la zona más pobre de la muralla de la ciudad. Fue juzgada en el ayuntamiento de Fuenterrabía el 6 de mayo de 1611 por los jueces Sancho Ubilla y Gabriel Abadía, alcaldes de Fuenterrabía.

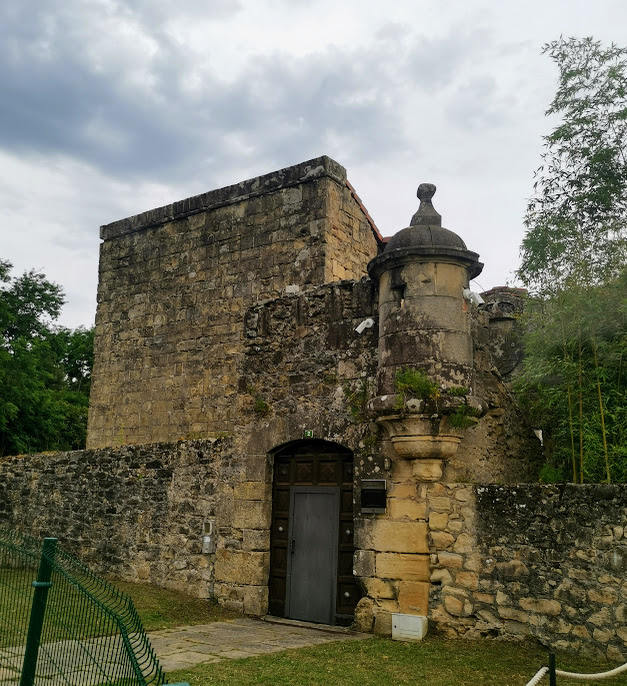
Castillo de San Telmo en Fuenterrabía.

Estuvo presa en el castillo de San Telmo (también conocido como castillo de los Piratas o castillo de Higer). Fueron testigos varias niñas menores de edad, entre las cuales, Isabel García, de 13 años, hija del sargento Diego García. Según denunció Isabel, al caer la noche, cuando ya estaba en la cama, María se acercó a ella, la agarró de un pie y la arrastró hasta la ventana. Declaró que tras frotarse un ungüento bajo el brazo, la cogió por el cuello y la llevó volando sobre todos los tejados y casas de la ciudad hasta la ermita de Santa Bárbara de Jaizquíbel. Cuando la dejó en el suelo vio una gran claridad y vio que había fuego y un demonio con forma de hombre, con tres cuernos en la frente, una cola en la parte inferior y ojos de fuego. María le habló al diablo en vascuence: "Señor, te traigo gente nueva", y entonces el diablo también respondió en vascuence y habló a la testigo para hacerle renunciar a Dios. También recuerda que allí había muchos tamboriles y después de algunas otras peripecias regresó a su casa con María Illarra del mismo modo que salió. Cuando llegó, le entregó una moneda de oro que parecía un doblón, que guardó en su bolsillo, pero al día siguiente  únicamente encontró un trozo de carbón. Además, agregó que María Illarra mantuvo relaciones sexuales con ese demonio. Siendo así, se ordenó la detención de María Illarra.
Cuando María fue llamada a declarar, le preguntaron de dónde era y cuál era su ocupación. Dijo que era de Oiartzun y no francesa y que no tenía ningún oficio. Le preguntaron si eran ciertas las acusaciones en su contra, y María Illarra negó todo, ya que era buena cristiana, temerosa de Dios, y añadió que no daría falso testimonio. Sin embargo, durante el cautiverio de María Illarra, el arzobispo Gabriel de Avendaño y otras personas la visitaron y la convencieron de negar lo que confesaba en la declaración y admitir que era una bruja y que todo lo que se decía de ella era verdad. (Quizá se acordarían de lo ocurrido en Zugarramurdi, donde los inquisidores se habían mostrado más benévolos con quienes confesaban ser culpables). Entonces María Illarra admitió que era bruja desde 1563.

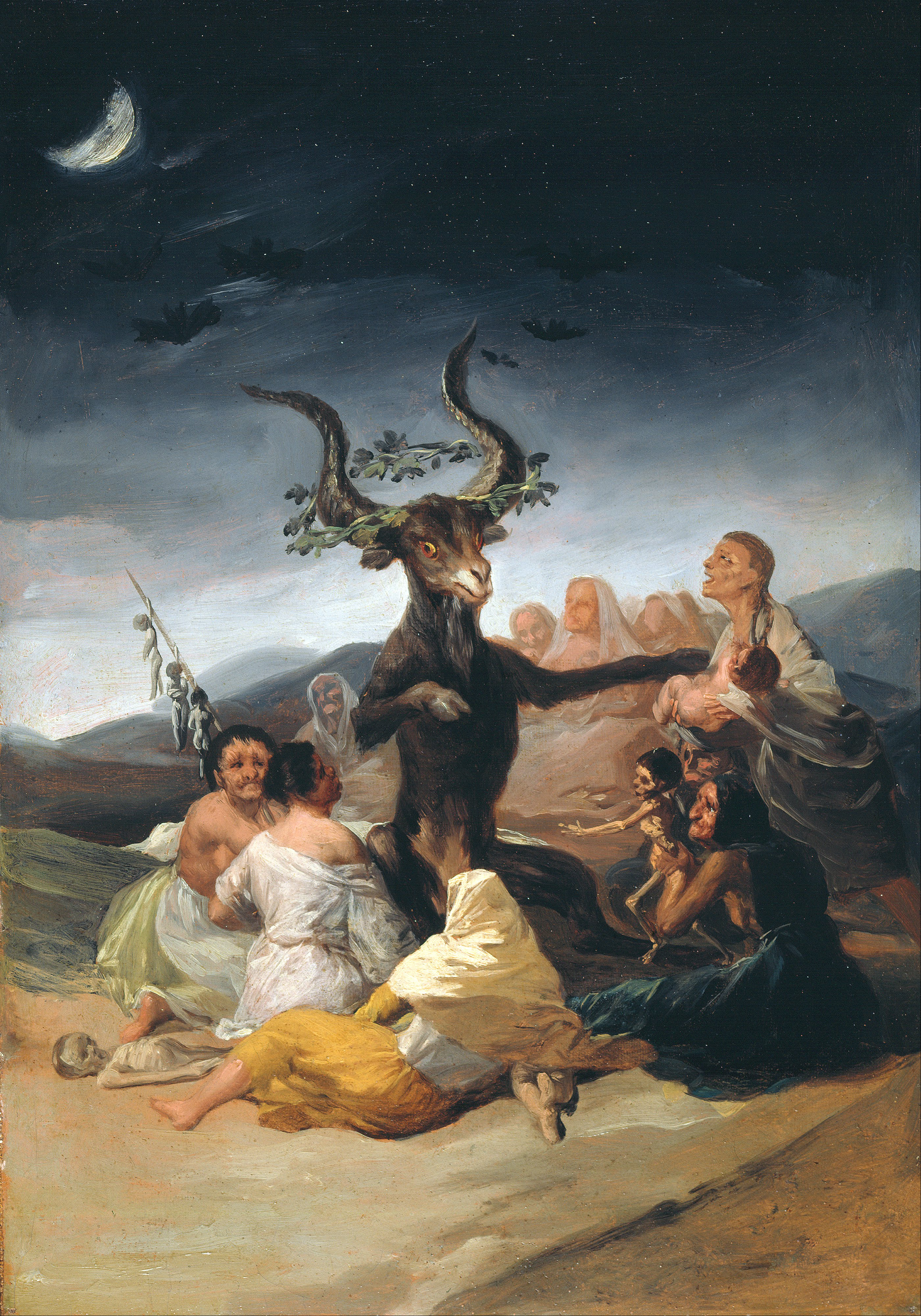
Francisco de Goya. Aquelarre.

Que siendo joven fue por primera vez a la capilla de Santa Bárbara junto al diablo, que estaba en un asiento negro y tenía dos cuernos y una cola larga en la parte inferior. Añadió que el resto de su cuerpo era de color negro y que de sus ojos salían llamas. Así mencionó María Illarra las visitas realizadas a los aquelarres de Jaizquíbel; contó que el diablo le dio una olla con unos ungüentos para volar hasta el monte y que, para cuando se acabaron los ungüentos, le dio unos sapos para que preparara más ungüentos con sus aguas. María Illarra afirmó que tuvo relaciones sexuales con el diablo más de veinte veces y que en los aquelarres todos bailaban y escuchaban misa, pero que la hostia era de color negro. Añadió que era bruja desde hacía 48 años, y que también embrujó a algunos niños -también dio sus datos-. En todo caso, declaró que no causó ninguna muerte y que no provocó daños a los frutos del mar y de la tierra.
Los alcaldes enviaron todos los informes y declaraciones a Logroño, para que allí fuera juzgada la acusada y, al parecer, estaban seguros de que la acusada no saldría viva de ello. Los bienes de María Illarra fueron confiscados hasta el juicio, pero sus bienes eran escasos: dos cajas vacías y un viejo abrigo negro. En dinero sólo encontraron veinte reales y algunos cuartos de real.

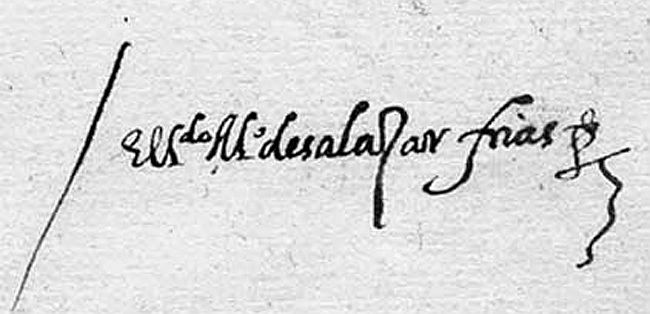
Firma de Alonso Salazar.

María Illarra, junto con las demás imputadas, quedó en libertad. Alonso de Salazar y Frías, el inquisidor de la corte de Logroño, había comenzado a manifestarse en contra de dar credibilidad a las teorías sobre brujería y en este caso desestimó las acusaciones atribuidas a las brujas de Fuenterrabía.
Según el escritor e investigador Xabier Susperregi, los alcaldes de Fuenterrabía, Sancho Ubilla y Gabriel Abadía, quisieron hacer limpieza y acabar con esta mujer que vivía a duras penas. Había muchos motivos para querer hacer desaparecer a las mujeres acusadas de brujería, para terminar con su poder y sabiduría (según Caro Baroja, es probable que muchas mujeres acusadas de brujería fuesen curanderas) y de paso, por supuesto, acabar con las mujeres marginadas.
No sabemos si a María Illarra le devolvieron sus dos cajas vacías, su viejo abrigo negro y los veinte reales. No sabemos más de María Illarra, no sabemos tampoco cuándo murió, pero sí podemos imaginar en qué condiciones lo haría y cuánto le habrían hecho sufrir.

### Caserío Illarra

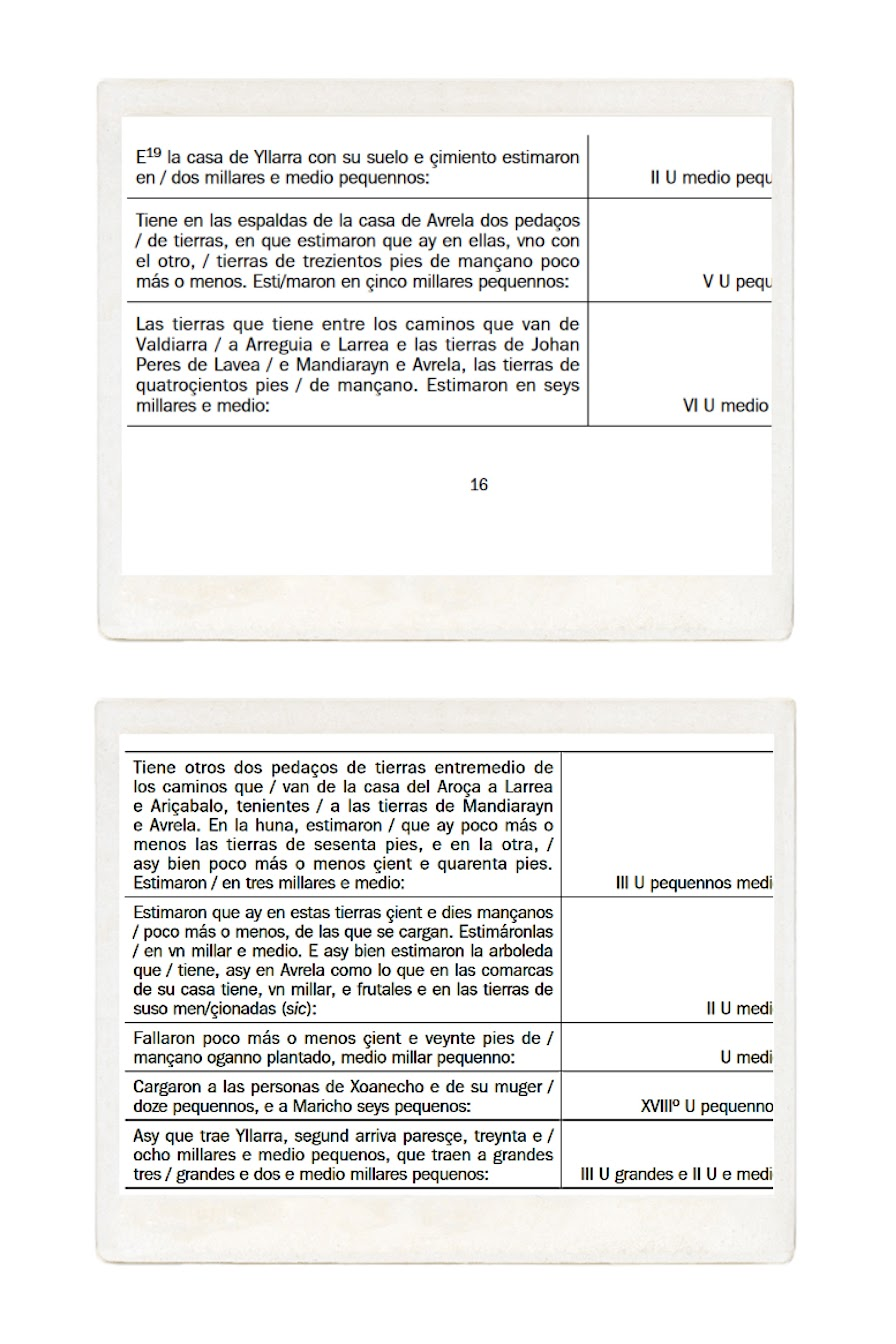
Propiedades del caserío Illarra en 1499.

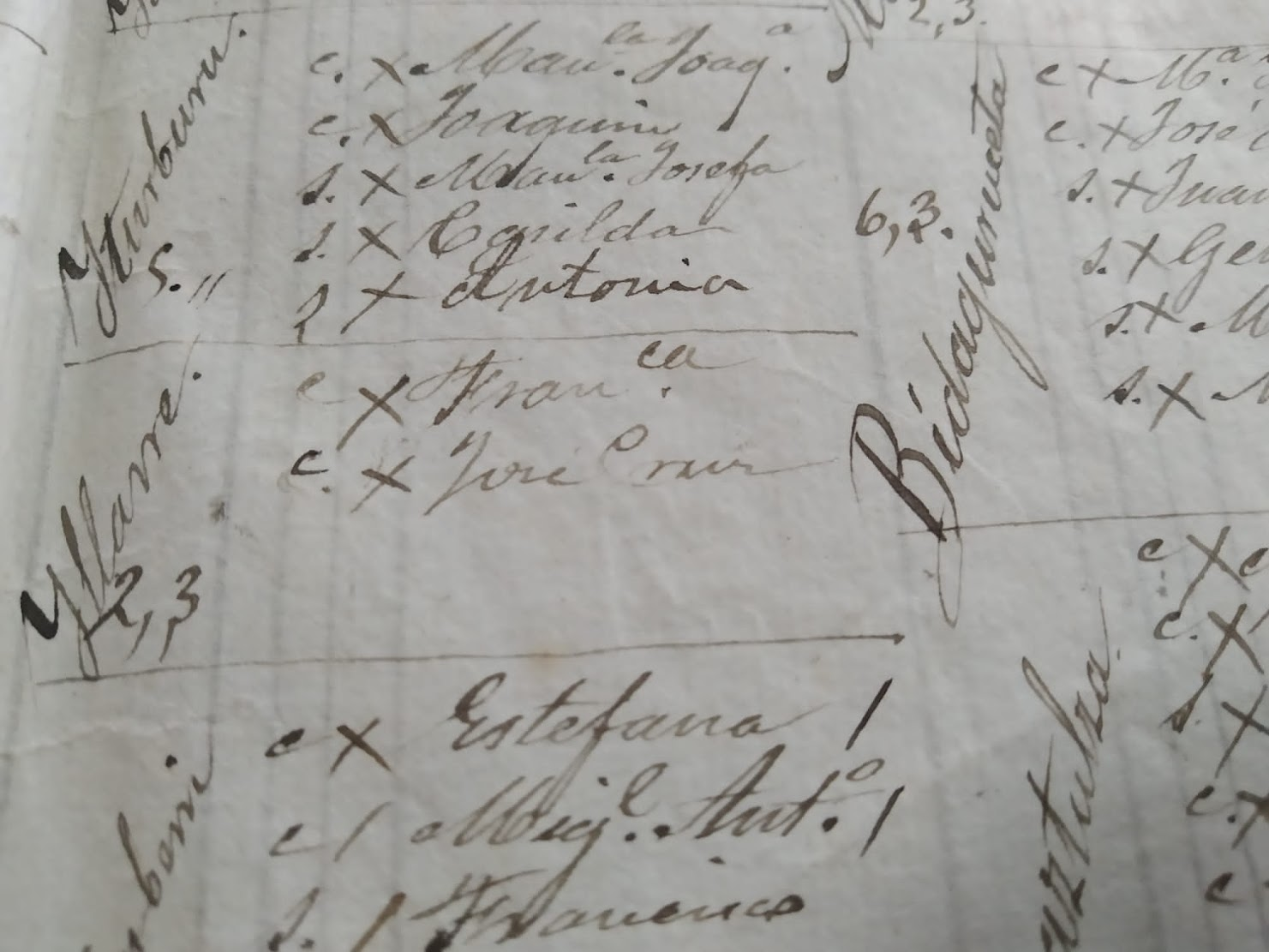
Illara. En el libro de fábrica de 1897 de la parroquia de San Esteban de Oiartzun.

Hoy día el caserío Yllarra está desaparecido. Gracias a las investigaciones de Joxemari Mitxelena sabemos que sus primeras huellas se remontan al siglo XV, como figura en la Documentación Medieval del Archivo Municipal de Oiartzu. I. Los libros de estimaciones fiscales de los vecinos y onibares (1499-1520), Por otro lado, sus últimos testimonios aparecen en el libro de fondos eclesiásticos de 1897 de la Parroquia de San Esteban de Oyarzun.